# Bactris martiana
Bactris martiana är en enhjärtbladig växtart som beskrevs av Andrew James Henderson. Bactris martiana ingår i släktet Bactris och familjen Arecaceae. Inga underarter finns listade i Catalogue of Life.